# Stenocercus festae
Stenocercus festae — вид ігуаноподібних ящірок родини Tropiduridae. Ендемік Еквадору.

## Поширення і екологія
Stenocercus festae мешкають в Еквадорських Андах в провінціях Асуай, Каньяр і Лоха, зокрема у верхніх долинах річок Пауте і Хубонес. Вони живуть у вологих і сухих гірських тропічних лісах, в хмарних лісах та на високогірних луках парамо. Зустрічаються на висоті від 2300 до 3200 м над рівнем моря.

## Збереження
МСОП класифікує цей вид як вразливий. Stenocercus festae загрожує знищення природного середовища.